# Rozkoš
Rozkoš (en allemand : Roskosch) est une commune du district de Znojmo, dans la région de Moravie-du-Sud, en République tchèque. Sa population s'élevait à 171 habitants en 2020.

## Géographie
Rozkoš se trouve à 10 km au sud-est de Jaroměřice nad Rokytnou, à 21 km au nord-nord-ouest de Znojmo, à 50 km à l'ouest-sud-ouest de Brno et à 162 km au sud-est de Prague.
La commune est limitée par Příštpo et Radkovice u Hrotovic au nord, par Biskupice-Pulkov et Slatina à l'est, par Střelice au sud, et par Hostim et Jaroměřice nad Rokytnou à l'ouest.

## Histoire
La première mention écrite de la localité date de 1750.